# Duplex - Un appartamento per tre
Duplex - Un appartamento per tre (Duplex) è un film statunitense del 2003 diretto da Danny DeVito.

## Trama
Alex, scrittore di medio successo, e sua moglie Nancy, giornalista, dopo aver fatto il grande passo decidono di comprare casa. Si rendono ben presto conto che nell'oceano delle offerte immobiliari è difficile trovare la casa dei loro sogni con i soldi che hanno a disposizione, ma non si perdono d'animo. La loro tenacia è ripagata: riescono infatti a trovare un duplex a Brooklyn, coabitato da una riservata vecchina, la signora Connelly.
Ben presto la simpatica nonnina si rivela un'autentica canaglia che mette a dura prova i nervi della giovane coppia, disturbandoli a tutte le ore. La coppia inizialmente si arma di santa pazienza e tollera con malcelato garbo l'anziana, che ne approfitta per combinarne di tutti i colori. I nervi di Alex e Nancy saltano quando i dispetti della signora Connelly causano il loro licenziamento: il portatile con salvato il nuovo libro di Alex viene gettato in un caminetto dall'anziana per scacciare un topo, e nel tentativo di spegnerlo Alex lo fa cadere in strada dove viene schiacciato da un camion; Nancy invece viene licenziata perché l'anziana ad una festa spruzza il suo datore di lavoro con dello spray al peperoncino, e perché Nancy sbaglia l'impaginazione del giornale per cui lavora, inserendo nella rivista alcune foto di Alex nudo.
Ormai disperati, la coppia prova prima a convincere la donna ad andarsene, tentativo che culmina con una denuncia dell'anziana verso la coppia quando la rianima dopo che stava per soffocare a causa di un cioccolatino offertole; poi, tentano di ucciderla con una pistola, ma Nancy spara per errore ad Alex sui genitali; quindi provano a soffocarla con un cuscino di notte, ma vengono scoperti dalla donna che era intenta a fumarsi una sigaretta; cercano poi di farla precipitare danneggiando il pavimento della sua abitazione, ma la vecchia si salva miracolosamente. Infine, si rivolgono ad un killer professionista, arrivando a vendere tutti i mobili per pagarlo, ma anche questo tentativo fallisce: inaspettatamente la donna arpiona il sicario con una fiocina appartenuta al defunto marito lupo di mare, quindi lo malmena. A causa della colluttazione divampa un incendio, ma Alex e Nancy decidono di salvare l'anziana.
Qualche tempo dopo, una nuova coppia sta trattando l'acquisto del duplex; Alex e Nancy hanno deciso di trasferirsi, ma prima di andarsene fanno un'ultima visita alla signora Connelly. A sorpresa, proprio quando la coppia ha ormai gettato la spugna, l'anziana donna muore. Dopo la loro partenza, si scopre che in realtà l'agente immobiliare è il figlio dell'anziana donna e il suo compito è quello di portare nuove vittime da spennare, dividendo il ricavato con la madre e l'agente di polizia (che si scopre essere il suo compagno) che aveva contribuito a tartassare la coppia con denunce varie.
Alex racconta tutte le disavventure vissute con la signora Connelly in Duplex, il suo nuovo romanzo che diventa un vero e proprio successo editoriale.

## Accoglienza
Per il film, durante l'edizione dei Razzie Awards 2003, la Barrymore ha ricevuto una nomination come Peggior attrice, che però alla fine si è aggiudicata Jennifer Lopez per Amore estremo - Tough Love.

### Incassi
Con un budget di circa 40 milioni di dollari, il film ha incassato 9.692.135 tra Stati Uniti e Canada, per un totale mondiale di $ 19.322.135.

### Critica
Ottenendo quasi esclusivamente critiche negative, sul sito web Rotten Tomatoes il film riceve solo il 35% delle recensioni professionali positive, con un voto medio 5.5/10, basato su 112 recensioni; il consenso del sito infatti recita: "[Il film] era più divertente quando si chiamava Getta la mamma dal treno!".
Anche su Metacritic il film ha un punteggio medio di 50 su 100, indicando "recensioni contrastanti o nella media".
Per il Chicago Sun-Times, il critico cinematografico Roger Ebert ha assegnato al film 2 stelle su 4, scrivendo "Le intenzioni di omicidio rivolte alla signora Connelly non generano le risate che dovrebbero, forse perché, qualunque cosa faccia, ella sembra ancora irrimediabilmente una dolce vecchietta… Duplex è tutto incentrato sulla trama; cerca di imporre emozioni che non proviamo davvero. Non possiamo identificarci con la signora Connelly, questo è certo, ma non possiamo identificarci nemmeno in Alex e Nancy, anche perché non condividiamo la loro frustrazione - e il motivo per cui non lo facciamo è perché non ci crediamo. C'è troppa finzione e non abbastanza plausibilità, perciò alla fine ci godiamo soltanto le esibizioni, sperando che fossero in un film più accattivante".

## Riconoscimenti
- 2003 - Razzie Awards
  - Candidatura per la peggior attrice a Drew Barrymore[7]